# Georgine Gerhard
Georgine Gerhard, née le 18 août 1886 à Bâle et décédée dans la même ville le 21 décembre 1971 est une enseignante, suffragiste, et militante suisse en faveur du droit des réfugiés.

## Biographie
Fille d'Emil, fondé de pouvoir, et de Georgine Fünkner. Elle fréquente l'école normale des institutrices de Bâle. Après un séjour en Angleterre, elle enseigne à l'école supérieure de jeunes filles de Bâle dès 1909. Inspirée par le mouvement suffragiste britannique, elle participe, en 1916, à la création de l'Association bâloise pour le suffrage féminin, qu'elle présida de 1917 à 1922, puis de 1935 à 1941. Elle siège au comité de l'Association suisse pour le suffrage féminin de 1918 à 1928. Elle dirige aussi le secrétariat de la Société suisse des institutrices de 1920 à 1933 tout en participant au comité de rédaction de l'Annuaire des femmes suisses. Membre de la commission des allocations familiales de l'Alliance de sociétés féminines suisses (ASF) et de la commission pour la protection de la famille de la Société suisse d'utilité publique, elle s'intéresse à la politique familiale durant l'entre-deux-guerres et exige l'introduction d'allocations familiales, parallèlement à l'égalité salariale entre hommes et femmes. 
Elle fait aussi partie de la Ligue internationale des femmes pour la paix et la liberté. Elle prône un christianisme de l'action inspiré par le socialisme religieux et le quakerisme. Elle fonde, en 1934, le comité bâlois d'aide aux enfants d'émigrés, à l'origine du Comité suisse d'aide aux enfants d'émigrés. Durant les années 1930, elle s'engage en faveur d'une solution internationale du problème des réfugiés et d'une politique d'asile libérale. En 1942, elle renonce à enseigner à la suite de problèmes auditifs. Elle s'occupe de l'aide aux réfugiés jusqu'en 1945, et contribue à sauver 300 enfants juifs pendant la deuxième guerre mondiale. 